# Aljai Khatun Agha
Aljai Khatun Agha, filla de Moslama ibn Qazaghan, fou la primera esposa del gran conqueridor Tamerlà i emperadriu de Txagatai.
La ma de la noia li fou atorgada pel gran amir del kanat de Txagatai, Qazaghan, avi de la noia; al mateix temps el va fer Ming bashi (comandant de mil homes, equivalent a coronel). Tradicionalment es diu que ella li va donar el primer fill vers 1356, que es va dir Muhammad ibn Timur més tard canviat a Jahangir ibn Timur; en ocasió de l'enllaç es va fer una festa a la que no van assistir ni Hajji Barles, oncle llunyà de Tamerlà i cap de la seva tribu (els Barles), ni el cap de la tribu de la esposa, Bayazid Jalayir. També vers 1356, una mica més tard, va néixer un segon fill, Umar Xaikh, però de la concubina Tolun Agha.
Durant la part mes dura del exili de Tamerlà (1361-1362) va acompanyar al seu marit en dures circumstàncies. Després el va seguir a Gurmsir i va restar allí quan Tamerlà va anar al nord i va derrotar els nmogols o jats. Timur la va fer cridar després del triomf. El 1365 es va posar malalta a Karshi i va morir sobtadament quan ningú esperava aquest desenllaç. Fou enterrada al jardí de casa seva; deixava un fill petit, Jahangir ibn Timur (que tenia menys de 10 anys) si bé probablement nomes era l'encarregada del menor però no la mare biologica. Timur no es va afectar gaire per la seva mort, però si que va quedar molt afectat el seu germà Amir Husayn ibn Moslama